# Porsche-Diesel AP 22

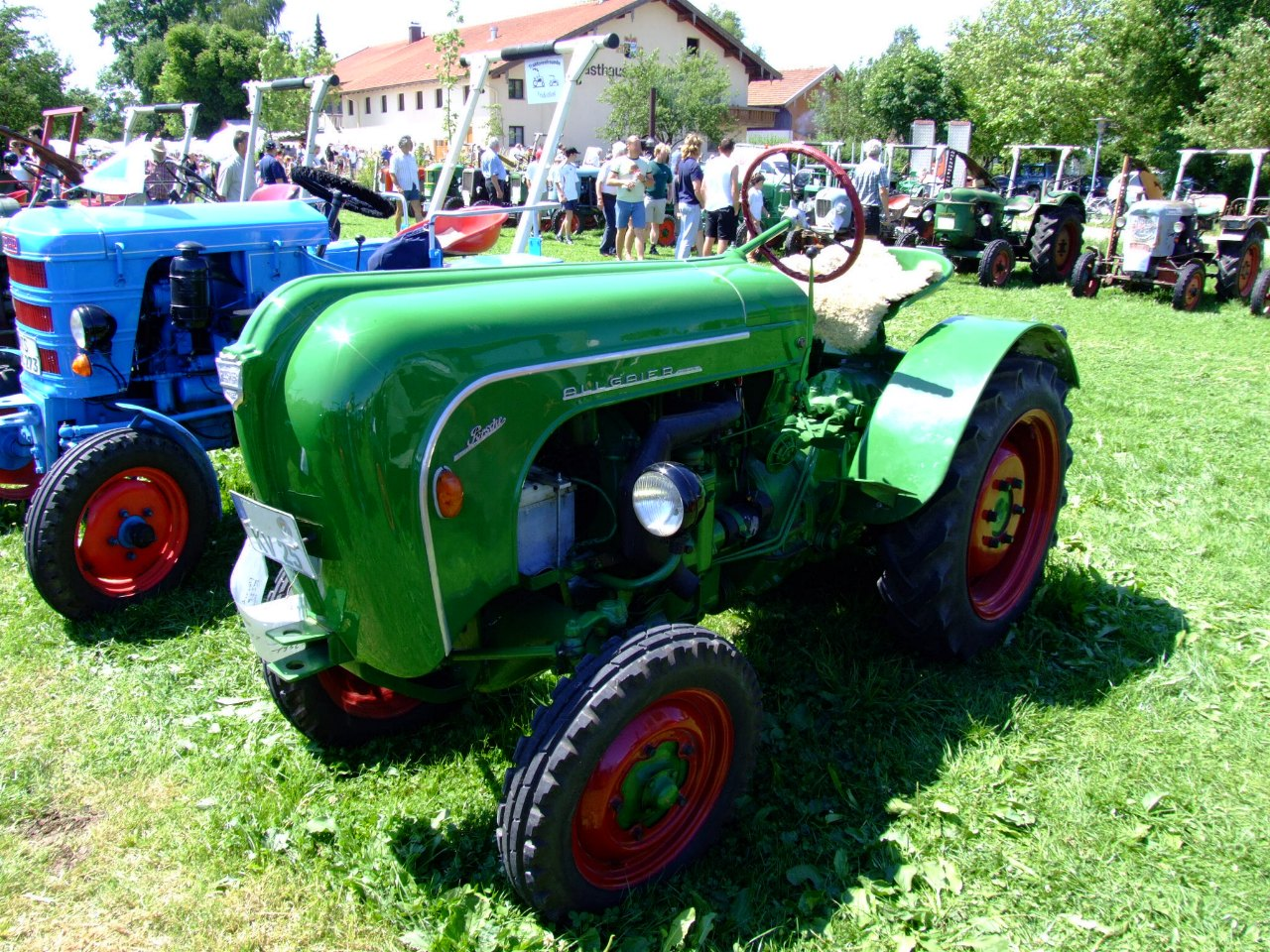
Porsche-Diesel AP 22

Der Porsche-Diesel AP 22 ist ein Traktor der Porsche-Diesel Motorenbau GmbH, die ihren Sitz in Friedrichshafen am Bodensee hatte und die Traktorenfertigung der Allgaier Werke übernahm.
Im Herbst 1952 erschien das Modell AP 22, wobei AP für Allgaier-Porsche steht, der eine Version des Volksschleppers AP 17 mit 22 PS anstelle von 17 PS im selben Design ist. Der luftgekühlte 1.531-cm³-Zweizylinder-Dieselmotor, dessen Leistung bei 22 PS liegt, erreicht diese bei 2.000/min. Zur DLG-Ausstellung in Frankfurt am Main änderte Allgaier die Form der Motorverkleidung, die jetzt glatt und rund ist, um das Modell dem übrigen Typenprogramm anzupassen. Der 1.320 kg schwere Diesel-Schlepper, der mit zwei Zapfwellen bestückt ist, arbeitet mit einem Fünfganggetriebe mit zusätzlichem Kriechgang, das die Kraft des Motors auf die Hinterräder überträgt und eine Höchstgeschwindigkeit von 20 km/h zulässt. Die ölhydraulische Voith-Strömungskupplung ermöglicht ein ruckfreies Anfahren in jedem Gang und trägt zur Schonung der Maschine bei. Die Ausstattung bestand beim Wirbelkammer-Diesel aus einer Druckumlaufschmierung mittels Zahnrad, handverstellbarem Fliehkraftregler, Ölschleuder, Ölbadluftfilter, Bosch-Einspritzsystem, Fernthermometer und Radial-Kühlgebläse. Bei der Vorderachse handelte es sich entweder um eine Portalpendelachse, bei der eine vierfach Spurverstellung möglich war, oder um eine gefederte Vorderachse, bei der starren Hinterachse dagegen um eine Portalachse. Damit betrug die maximale Achslast des Porsche-Diesel-AP-22-Traktors vorne 330 kg und hinten 670 kg.